# Marsicovetere
Marsicovetere es un municipio situado en el territorio de la provincia de Potenza, en Basilicata (Italia).

## Demografía
| Gráfica de evolución demográfica de Marsicovetere entre 1861 y 2007 |
|                                                                     |
| fuente ISTAT - elaboración gráfica a cargo de Wikipedia             |